# Assisi Szent Ferenc-bazilika (Havanna)
Az Assisi Szent Ferenc-bazilika (Iglesia San Francisco de Asís) Havanna egyik ma már nem működő katolikus temploma.

## Története
A templom Havanna óvárosában, a Plaza de San Francisco de Asísin áll. 1548 és 1591 között építették. Ezután több alkalommal átépítették, mai alakját 1738-ban nyerte el. A protestáns brit uralom alatt a templom és kolostor elvesztette vallási funkcióját. Homlokzata a Calle Oficiosra néz, ahol három szobor jeleníti meg a szeplőtelen fogantatást, Assisi Szent Ferencet és Guzmán Szent Domonkost. Az épület a spanyol gyarmatosítás idejében divatos kubai barokk egyik kiváló példája. A templom háromhajós, amelyet a tizenkét apostolt szimbolizáló tucatnyi oszlop szegélyez.
Az épületegyüttes ma kiváló akusztikájú koncertteremként és a vallási művészetek múzeumaként (Museo de Arte Sacro) működik, a kiállításon festmények, ezüsttárgyak, fafaragások, vallásos tárgyú kerámiák, valamint az 1980-as évek végén tartott ásatásokon előkerült leletek láthatók. Némelyik a 17. század végéről származik. A kolostor termeiben és folyosóin időszakos képzőművészeti kiállításokat tartanak, valamint konferenciákat rendeznek. A kolostor kertje Kalkuttai Szent Teréz előtt tiszteleg, az apáca szobrát José Villa Soberón, a cienfuegosi Benny Moré-szobor és a havannai John Lennon-szobor alkotója készítette. A kertben számos más kortárs alkotó szobra is látható.